# Gamba Osaka
Gamba Osaka este un club de fotbal din Japonia, care joacă în prima divizie japoneză. Numele echipei vine de la cuvântul italian „gamba” care înseamnă „picior” și înțelesul japonez ganbaru, care înseamnă „a face tot ce îți stă în putere” sau „a sta drept”. Gamba Osaka este unul dintre cele cinci cluburi care au luat parte la fiecare sezon al J. League.

## Palmares

### Competiții japoneze
Matsushita (Amatori)
- All Japan Senior Football Championship
  - Câștigători (1) : 1983
- Japan Soccer League Division 2
  - Câștigători (1) : 1985–86
- Cupa Împăratului:
  - Câștigători (1) : 1990

Gamba Osaka (Profesionist)
- J. League Division 1
  - Campioni (1) : 2005
- Cupa Împăratului
  - Câștigători (2) : 2008, 2009
  - Locul doi (1) : 2006
- Cupa J. League
  - Câștigători (1) : 2007
  - Runners-up (1) : 2005
- Supercupa
  - Câștigători (1) : 2007
  - Locul doi (2) : 2006, 2009

### Competiții internaționale mari
- AFC Champions League
  - Câștigători (1) : 2008
- Campionatul Mondial al Cluburilor FIFA
  - Locul trei : 2008

### Competiții internaționale mici
- Cupa Reginei
  - Câștigători (1) : 1992
- A3 Champions Cup
  - Locul doi (1) : 2006
- Pan-Pacific Championship
  - Câștigători (1) : 2008

## Lotul curent
La 19 iulie 2010
| Nr. |               | Poziție | Jucător                   |
| --- | ------------- | ------- | ------------------------- |
| 1   | Japonia       | P       | Yosuke Fujigaya           |
| 2   | Japonia       | F       | Sota Nakazawa             |
| 4   | Japonia       | F       | Kazumichi Takagi          |
| 5   | Japonia       | F       | Satoshi Yamaguchi         |
| 6   | Japonia       | F       | Takumi Shimohira          |
| 7   | Japonia       | M       | Yasuhito Endo             |
| 8   | Japonia       | M       | Hayato Sasaki             |
| 9   | Brazilia      | A       | Lucas Severino            |
| 10  | Japonia       | M       | Takahiro Futagawa         |
| 13  | Japonia       | F       | Michihiro Yasuda          |
| 14  | Japonia       | A       | Shoki Hirai               |
| 15  | Brazilia      | A       | Zé Carlos                 |
| 16  | Brazilia      | A       | Dodô                      |
| 17  | Japonia       | M       | Tomokazu Myojin (căpitan) |
| 18  | Coreea de Sud | A       | Cho Jae-Jin               |

| Nr. |               | Poziție | Jucător          |
| --- | ------------- | ------- | ---------------- |
| 19  | Japonia       | P       | Kohei Kawata     |
| 21  | Japonia       | F       | Akira Kaji       |
| 22  | Coreea de Sud | A       | Lee Keun-Ho      |
| 23  | Japonia       | M       | Takuya Takei     |
| 24  | Japonia       | A       | Kenta Hoshihara  |
| 25  | Japonia       | M       | Shigeru Yokotani |
| 26  | Japonia       | P       | Yoichi Futori    |
| 27  | Japonia       | M       | Hideo Hashimoto  |
| 28  | Japonia       | F       | Shunya Suganuma  |
| 29  | Japonia       | P       | Atsushi Kimura   |
| 30  | Japonia       | F       | Tatsuya Uchida   |
| 31  | Japonia       | M       | Kodai Yasuda     |
| 32  | Japonia       | A       | Shohei Otsuka    |
| 33  | Japonia       | M       | Takashi Usami    |

## Jucători importanți
- Mirko Hrgović
- Sergei Aleinikov
- Marcelinho Carioca
- Magno Alves
- Roniéliton Pereira Santos
- Kiril Metkov
- Patrick Mboma
- Mladen Mladenović
- Nino Bule
- Claude Dambury
- Boban Babunski
- Anto Drobnjak
- Hans Gillhaus
- Francisco Arce
- Piotr Świerczewski
- Akhrik Tsveiba
- Amir Karić
- Oleh Protasov